# 지각의 문
지각의 문 ( The Doors of Perception ) 은 올더스 헉슬리가 쓴 자서전적인 책이다. 1954년에 출판되었으며 메스칼린의 영향아래서 환각제의 경험을 구체적으로 설명하였다. 그는 그의 경험을 통해 "순전히 미적이며", "성찬하는 광경" 등의 표현을 하였다. 1956년에는 '천국과 지옥' 이라는 수필로 그의 경험을 다루었다. 헉슬리는 그후 남은 여생을 환각성 약물에 의존하였으며 그의 마지막 소설 작품인 "섬" 을 1962년에 남겼다.